# Empeltre

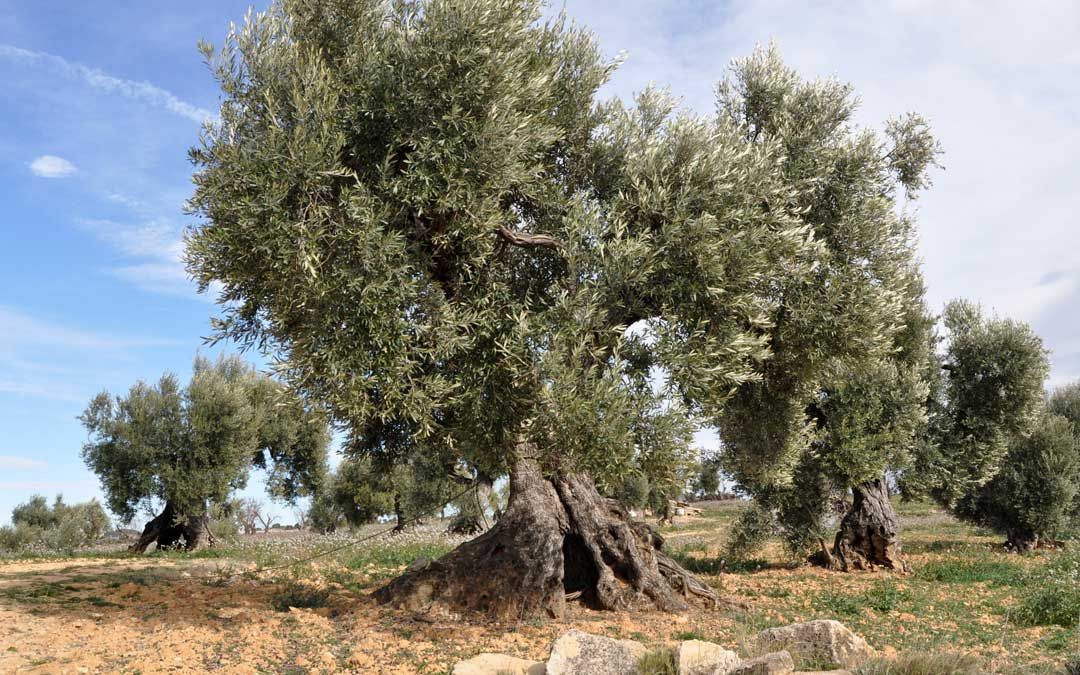
Los olivos de variedad empeltre se caracterizan por su altura y porte erguido. En la imagen una olivera de la D.O. Bajo Aragón en la comarca turolense del Matarraña.

Empeltre, impelte, empelte, mallorquina (en Mallorca), zuquecilla o pagesa (en Ibiza) es una variedad de olivo predominante en Aragón y Baleares. 
Principalmente se encuentra difundida en el Bajo Aragón turolense (especialmente Bajo Aragón, Bajo Martín, Matarraña y Andorra-Sierra de Arcos), en las comarcas zaragozanas del Campo de Belchite, Bajo Aragón-Caspe, Calatayud, Borja y en el Somontano y Bajo Cinca de Huesca, lo cierto es que encuentra difundida desde Logroño a la provincia de Tarragona y se encuentra, de igual modo, en la Provincia de Castellón, sur de Cataluña (donde se denomina también Terra Alta y De la Llei), La Rioja y Navarra. Hay cultivadas de esta variedad 80 000 hectáreas de cultivo en España. En América hay plantaciones en Argentina (Mendoza y Córdoba).  
El vocablo viene del término aragonés 'empeltar' o 'impeltar', que significa injertar. Es la variedad más extendida en el secano tradicional aragonés. Constituye la variedad seña de identidad de la Denominación de Origen Aceite del Bajo Aragón. Recientemente la Real Academia Española ha incluido la palabra 'empelte' en el Diccionario de la lengua española, añadiéndose así a la oficializada voz 'empeltre'. En muchas zonas de Aragón se le denomina 'impelte' tanto a la variedad de olivo como al olivar en general. Término este último que sin embargo no está recogido en el Diccionario de la RAE.

## Características agronómicas

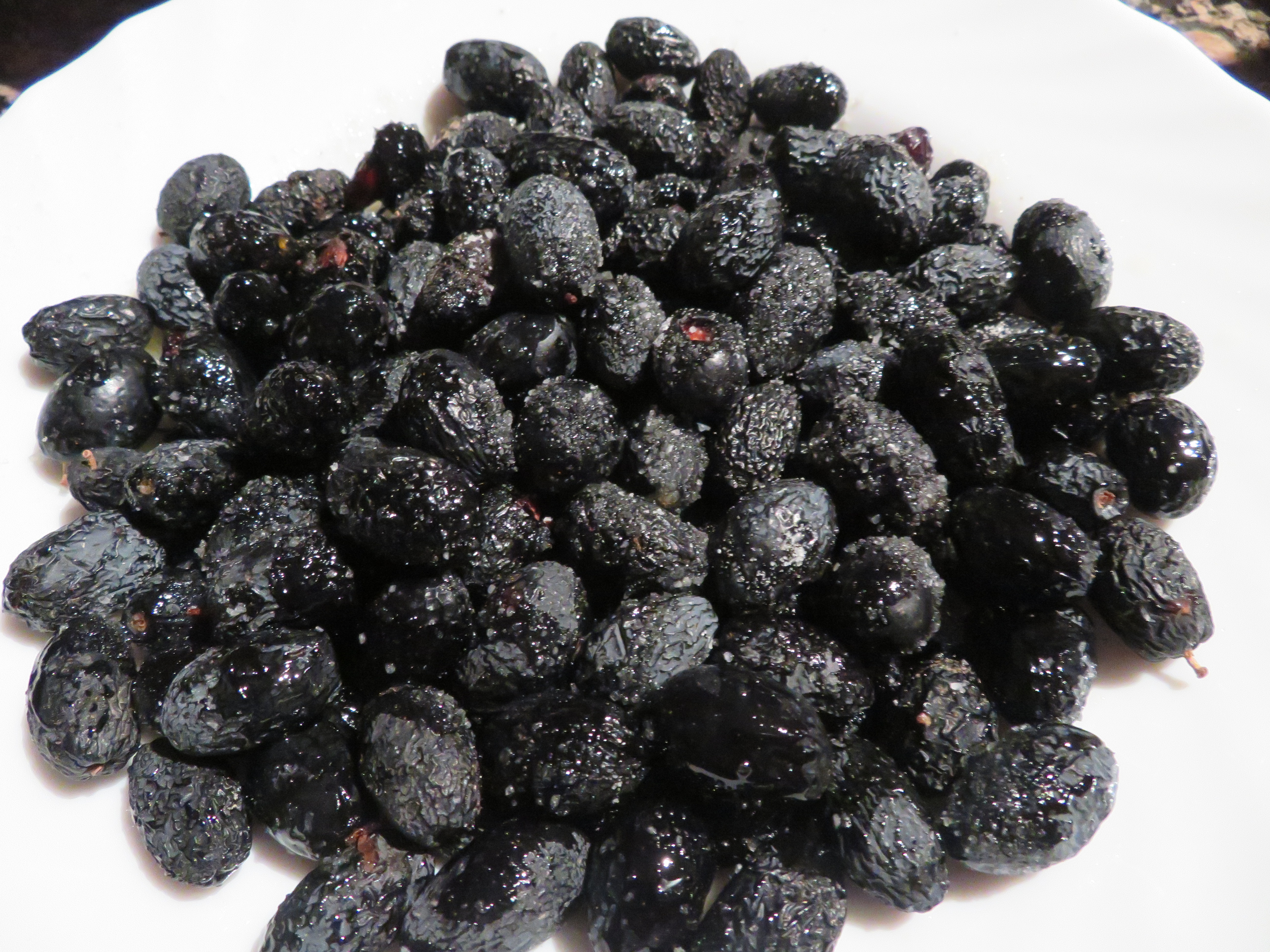
Olivas negras arrugadas, variedad Empeltre, origen comarca Matarraña, Teruel

Variedad de vigor medio, rústica pero sensible a las fuertes heladas durante el invierno. Como los esquejes no hacen raíz fácilmente, se ha de injertar obligadamente y de ahí deriva el nombre aragonés de empeltre. Tarda mucho en entrar en producción desde el momento de la plantación. La productividad es constante y elevada sin sufrir el fenómeno de la contrañada. Fácil recolección mecánica, ya que la oliva, de peso medio y alargada, se desprende fácilmente del árbol con máquinas vibradoras, aunque tradicionalmente se usa la recolección manual.
Los olivos de la variedad Empeltre poseen una gran envergadura así como brillantes hojas de color verde oscuro y olivas negro azabache de maduración temprana. De forma alargada, asimétrica y ligeramente bombeada por el dorso. Tienen un volumen medio de 2,7 gramos con una relación pulpa/hueso de 5/3.

## Usos
El principal uso es la producción de aceite, de sabor suave y un toque afrutado, de color amarillo. Es la base de la Denominación de Origen Aceite del Bajo Aragón. 
En les Islas Baleares se usa en la Denominación de Origen Protegida Aceite de Mallorca y en Cataluña es la base de la Denominación de Origen Protegida Aceite de la Terra Alta, que incluye además de los municipios de esta comarca Flix, Ribarroja de Ebro y Ascó en la Ribera de Ebro.
También se elabora como oliva negra de mesa. Se trata de una de las variedades más apreciadas del mundo por su calidad, tamaño y consistencia para su elaboración como aceituna de mesa.